# Polariton
Polariton, no contexto da física, é a junção das partículas de luz (fótons) com uma excitação da matéria que ocorre através da mescla das ondas eletromagnéticas com a força de atração de duas moléculas polares, onde o polo positivo de uma molécula se liga ao negativo de outra. Já em superfície de polaritons, sua característica principal é a forte dependência da velocidade da propagação da luz através do cristal sob as frequências emitidas. O comprimento da onda depende da substância e da geometria em que o polariton é um bosonic quasiparticle, sendo essa a fase da matéria formada a uma temperatura muito próxima do zero absoluto. Nessas condições, uma grande fração de átomos atinge o mais baixo estado quântico, isso possibilita ocupar assim o mesmo estado quântico, já que, tendo a mesma energia, é possível ocupar o mesmo lugar no espaço.

## História
As oscilações em gases ionizados foram observadas por Tonks e Langmuir em 1929. Polaritons foram primeiramente considerados teoricamente por Tolpygo. 